# Agolada
Agolada là một đô thị trong tỉnh Pontevedra, Galicia, Tây Ban Nha.